# Сирс, Дэвид (филантроп)
Дэвид Сирс (англ. David Sears; 8 октября 1787, Бостон — 14 января 1871, Бостон) — американский филантроп и предприниматель из Бостона, застройщик и землевладелец.

## Биография
Дэвид Сирс родился 8 октября 1787 года в Бостоне в семье Дэвида Сирса (1752—1816) и Энн Уинтроп (1755—1789). Его предок по отцовской линии Ричард Сирс поселился в Плимутской колонии в 1630 году, а по материнской линии он является потомком Джона Уинтропа, губернатора колонии Массачусетского залива.
Окончил Гарвардский колледж в 1807 году. После смерти своего отца в 1816 году Сирс унаследовал большое состояние, ставшее результатом карьеры в торговле с Китаем.
В 1819 году профинансировал строительство и отделку собора Святого Павла на Бостон-Коммон. В 1843 году пожертвовал большой телескоп Гарвардской астрономической обсерватории, который служил центральным элементом с момента её основания.

Около 1820 года Сирс приобрёл 200 акров земли в Бруклайне, которые он превратил в деревню Лонгвуд, ныне являющуюся историческим районом. Там же построил церковь, в склепе которой похоронен он сам и многие члены его семьи. Позже приобрёл большой участок земли к северу от Лонгвуда, где в 1844 году построил дом для своего сына Фредерика. Сирс продал этот район в 1850 году, и покупатели построили Коттедж-Фарм, ещё один исторический район.

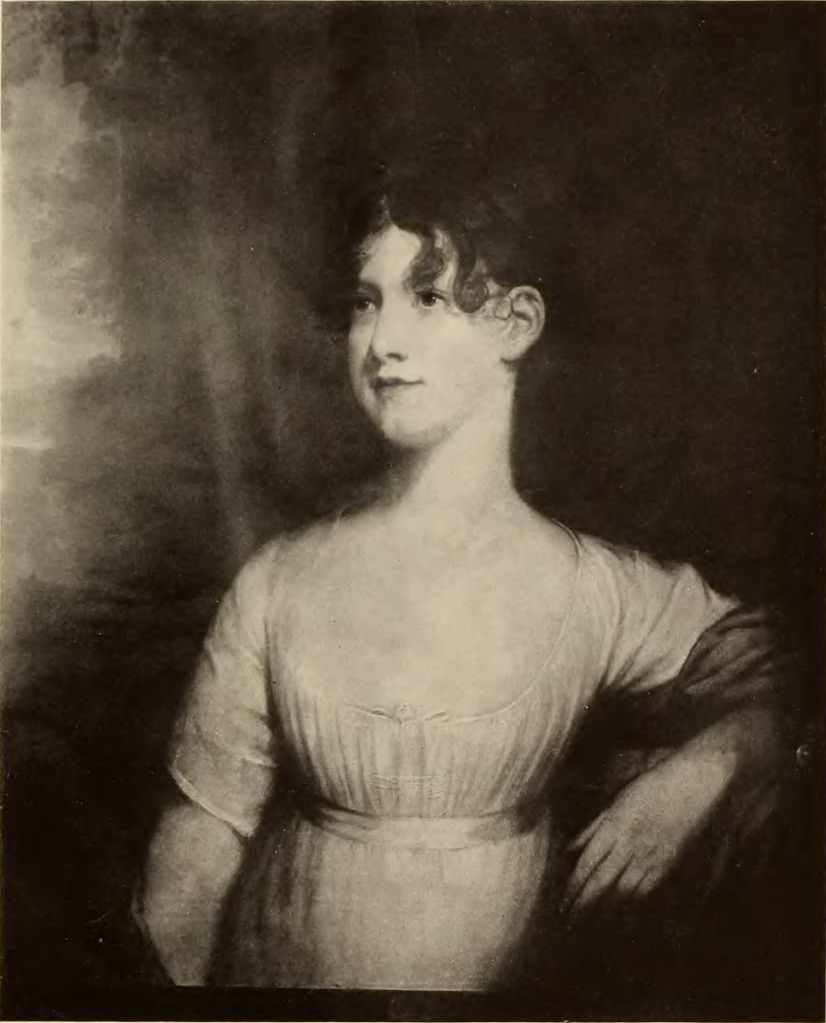
Портрет Мириам Кларк Мейсон, Гилберт Стюарт

В 1844 году его подарок в размере 10 000 долларов спас Амхерстский колледж в трудное время и положил начало Фонду литературы и благотворительности Сирса.
В 1845 году в штате Мэн, где Сирс часто проводил лето в загородном доме, местные жители, в надежде привлечь его покровительство, назвали новообразованный город Сирспорт в его честь. Он пожертвовал 1000 долларов на строительство ратуши, но в итоге осудил дизайн здания, которое построили, и больше не делал пожертвований этому городу.
В течение примерно пятнадцати лет, начиная с 1849 года, Сирс продвигал план развития бостонского района Бэк-Бэй, который должен был увеличить стоимость его инвестиций в недвижимость за счёт правительства штата. По мере того, как проект развивался до его окончательного отклонения, его предложение включало в себя большое озеро или длинный узкий канал, а также семь парков размером с квартал.
В 1819 году построил дом на Бикон-Хилл, спроектированный Александром Пэррисом, считающийся первым гранитным сооружением в Бостоне и лучшей резиденцией своего времени. В 1831 году удвоил его размеры. Сирс был очарован Наполеоном Бонапартом, назвав несколько своих объектов недвижимости в Лонгвуде в честь последнего дома французского императора на острове Святой Елены, а его дом на Бикон-стрит отдал дань уважения стилю ампир в оформлении с обильным использованием золотых орлов и литерой «N».
Дэвид Сирс умер в своём доме на Бикон-стрит 14 января 1871 года.

## Семья
В 1809 году Дэвид Сирс женился на Мириам Кларк Мейсон (1789—1870), дочери сенатора Джонатана Мейсона. У них было девять детей:
- Анна Сирс (1813—1895), вышла замуж за Уильяма Эмори (1804–1888).
- Гарриет Элизабет Сирс (1814—1872), вышла замуж за Джорджа Каспара Крауниншилда (1812—1857).
- Корделия Мейсон Сирс (1816—1850)
- Эллен Сирс (1819—1862), вышла замуж за Поля-Даниэля Гонзальва Грана де Отвиля (1812—1889).
- Дэвид Сирс (1822—1874)
- Фредерик Ричард Сирс (1824—1907)
- Уинтроп Сирс (1826—1827)
- Грейс Уинтроп Сирс (1828—?), вышла замуж за Уильяма Кабелла Ривса (1825—1889).
- Найвет Уинтроп Сирс (1832—1891)

Среди его потомков: внук теннисист Ричард Сирс, правнуки теннисистка Элеонора Сирс и министр военно-морских сил США Чарльз Фрэнсис Адамс III, праправнук социолог Джордж Каспар Хоманс.

## Память
В его честь названы города Сирспорт и Сирсмонт в штате Мэн и остров Сирс в заливе Пенобскот.